# Lopud
Lopud ist eine kroatische Insel in der Adria nordwestlich von Dubrovnik und gehört zu den Elaphiten.

## Beschreibung
Die Inseln Koločep, Lopud und Šipan sind die einzigen bewohnten Inseln der Elaphiten, Lopud ist die Mittlere. Sie ist bis zu 3,3 km lang und bis zu 2,2 km breit, die Fläche beträgt 4,38 km². Der höchste Punkt Polačica liegt bei 216 Metern. In der Bucht an der Nordwestseite mit Blick auf Šipan liegt das Dorf Lopud. 2011 hatte Lopud 249 Einwohner. Zwischen zwei Hügeln führt ein Pfad zur Bucht Šunj auf die andere Seite der Insel.
Die Nordostseite von Lopud ist durch Felsen und steile Klippen nur schwer zugänglich. Die Insel hat eine 11,5 km lange Küstenlinie, wovon 1,2 km aus Sandstrand bestehen. Auch im Dorf am Hafen gibt es einen Sandstrand. Der Strand Šunj liegt im Südosten der Insel. Da die Insel mit jährlich mehr als 2584 Sonnenstunden über eigene Süßwasserbrunnen verfügt, ist sie mit viel Grün, Bäumen, Sträuchern, Pflanzen und vielen Palmen bewachsen. Bekannt ist der Park, ein ehemaliger Garten einer Villa aus dem 19. Jahrhundert, in dem Pflanzen aus der ganzen Welt gesammelt wurden, u. a. auch Bambussorten und verschiedene Kakteen; aber auch außerhalb des Parks gibt es grüne Stellen mit Bougainville, Palmen und Zypressen. Verschiedene griechische, römische und altslawische Bauten und Ruinen weisen darauf hin, dass die Insel schon sehr lange bewohnt ist.
Lopud ist schon seit einem Jahrhundert ein bekannter Badeort.
Viermal täglich fährt das Linienschiff Postira die Insel an. Viele Tagesbesucher kommen aus Dubrovnik zum Wochenende an die Sandstrände. Ausflugsschiffe laufen aus verschiedenen Orten an oder pendeln von anderen Inseln herüber.
Auf der Insel gab es lange Zeit nur Fahrräder und mit Ausnahme einiger Motorroller und Elektrobuggies keinen motorisierten Verkehr. Mittlerweile verkehren auf der Insel jedoch Dutzende Benzin betriebene Golfcarts als „Taxi“ für Touristen.

## Geschichte

Das Wappen der Visconti

Im Jahre 1098 strandete der Mailänder Kreuzfahrer und Patrizier Ottotone Visconti auf der Insel. Während eines schweren Sturmes legte er der Legende nach das Gelübde ab, wenn er rettendes Land erreichen würde, dort 100 Gotteshäuser zu erbauen. Daher gibt es auf Lopud zahlreiche Kapellen, Kirchen und auch Andachtssteine. Die am höchsten Punkt gelegene Kirche ziert das bekannte Wappen der Familie Visconti. Da es aus dem 11. Jahrhundert stammen soll, ist es das älteste Wappen der Visconti mit dieser eigenartigen Darstellung. Ende des 20. Jahrhunderts wollte die mailändische Adelsfamilie das Wappen erwerben, aber die Bürger von Lopud waren trotz eines hohen Gebotes an dem Handel nicht interessiert; daraufhin verklagte die Familie Visconti Ende des letzten Jahrhunderts Lopud vor dem Europäischen Gerichtshof auf Herausgabe des Wappens und verlor diesen Prozess. Daher befindet sich das Wappen weiterhin auf der Insel. Der in der Nähe der Kirche gelegene Oststrand hieß lange Bišun, und dieses Wort leitet sich der Vermutung der Inselbewohner nach vom italienischen Wort für Schlange (Biscione) ab. Heute wird dieser Strand Šunj genannt. Katarina Kosača-Kotromanić flüchtete nach der osmanischen Besetzung Bosniens 1463 nach Lopud.

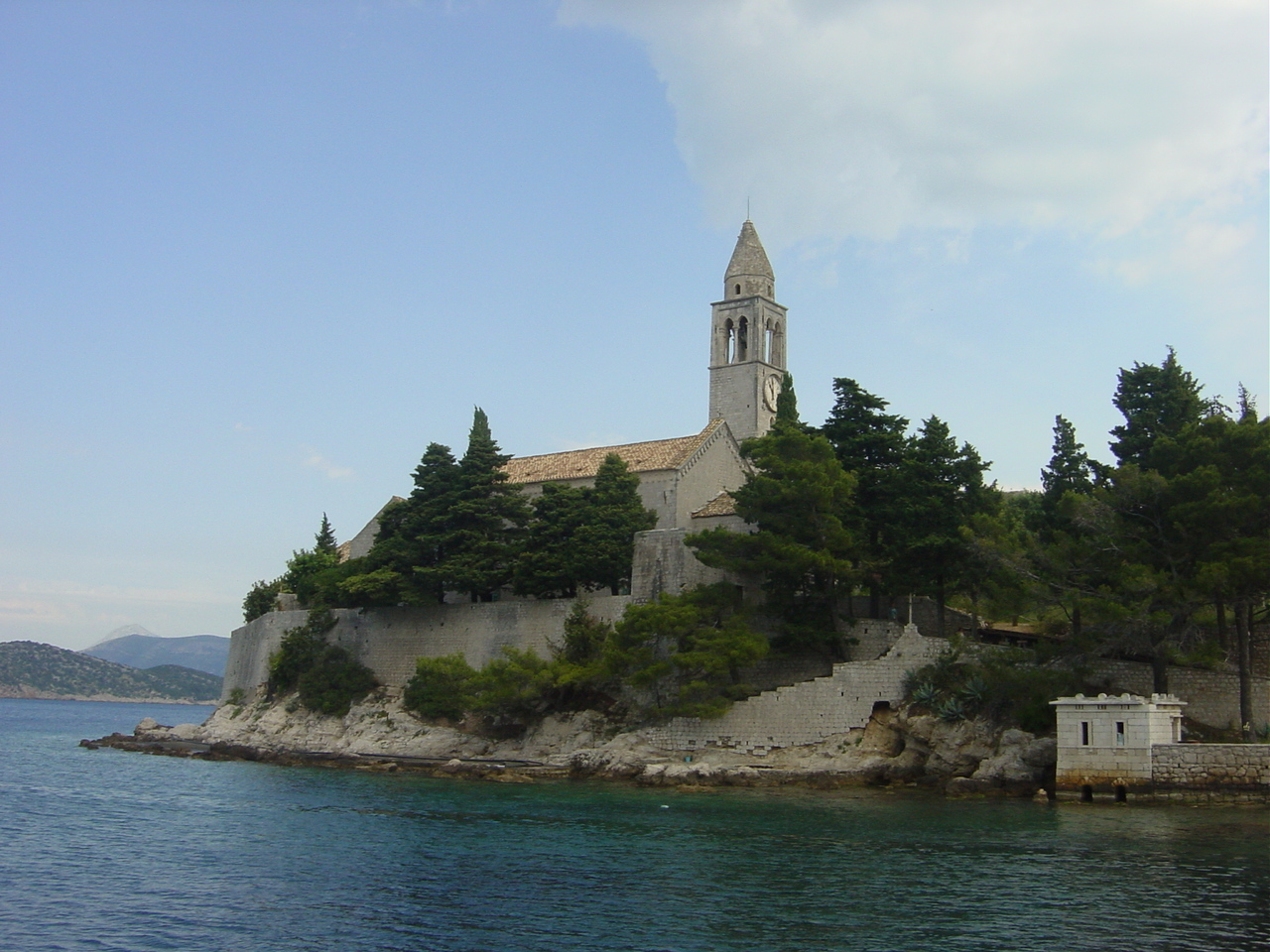
Das Franziskanerkloster auf Lopud
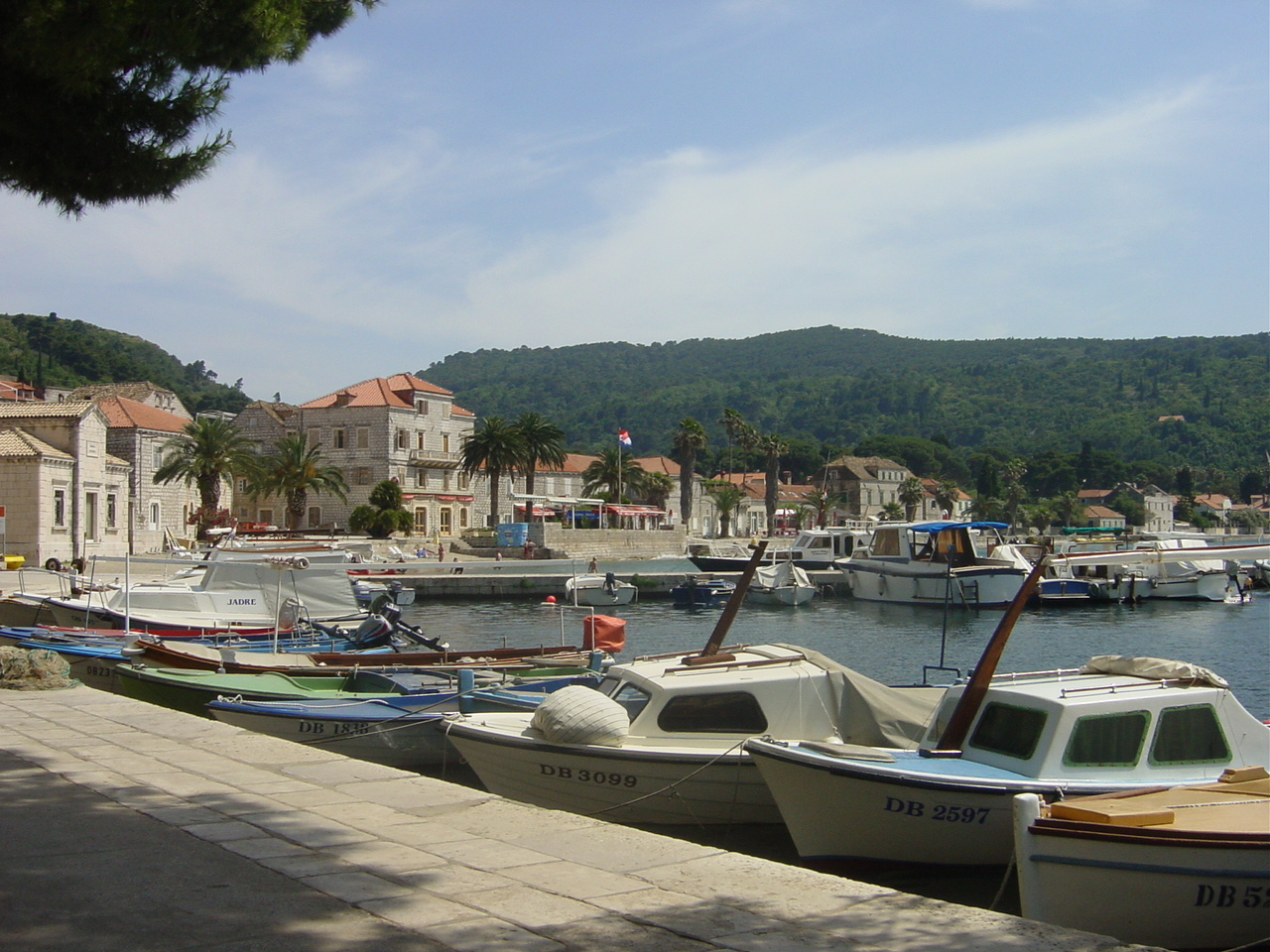
Der Hafen
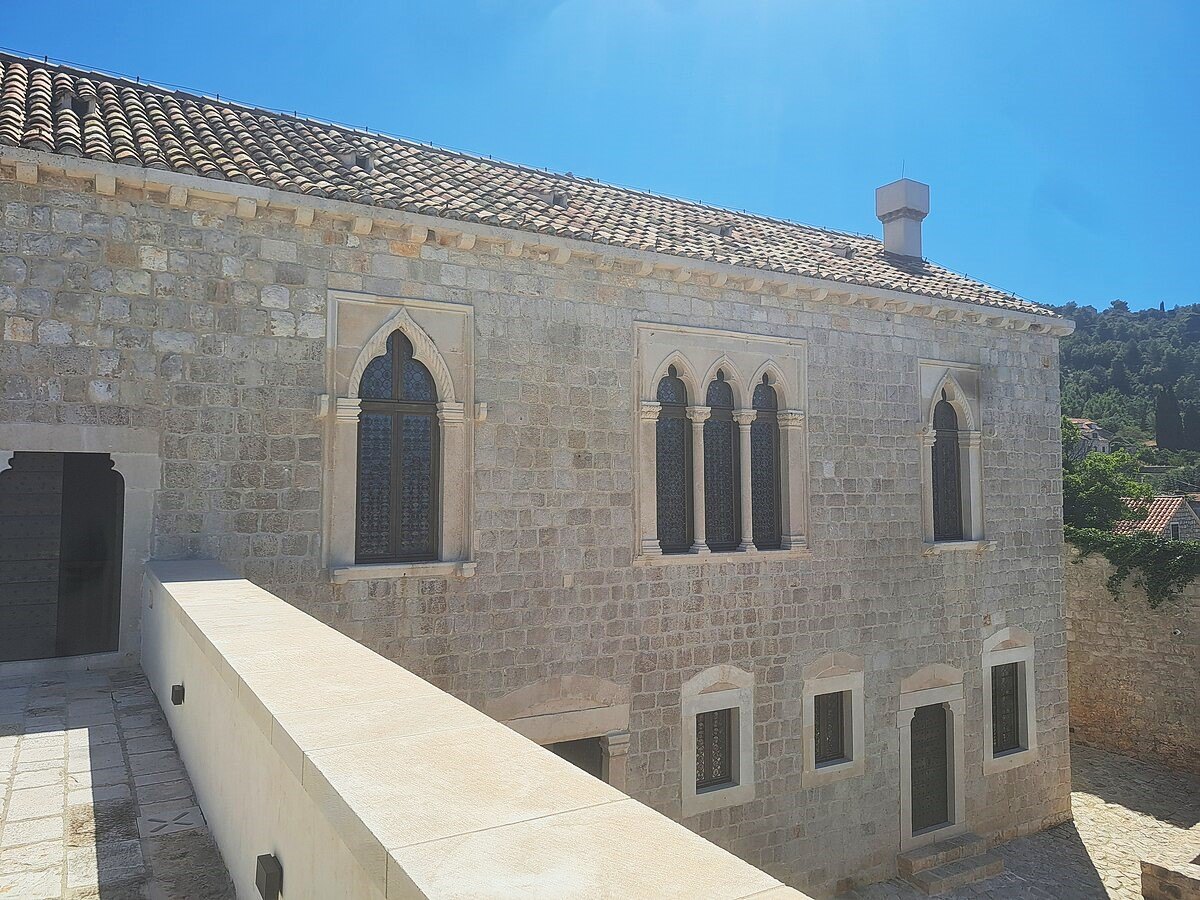
Der in den frühen 2020ern rekonstruierte Rektorenpalast, ein administrativer Außenposten der Republik Ragusa
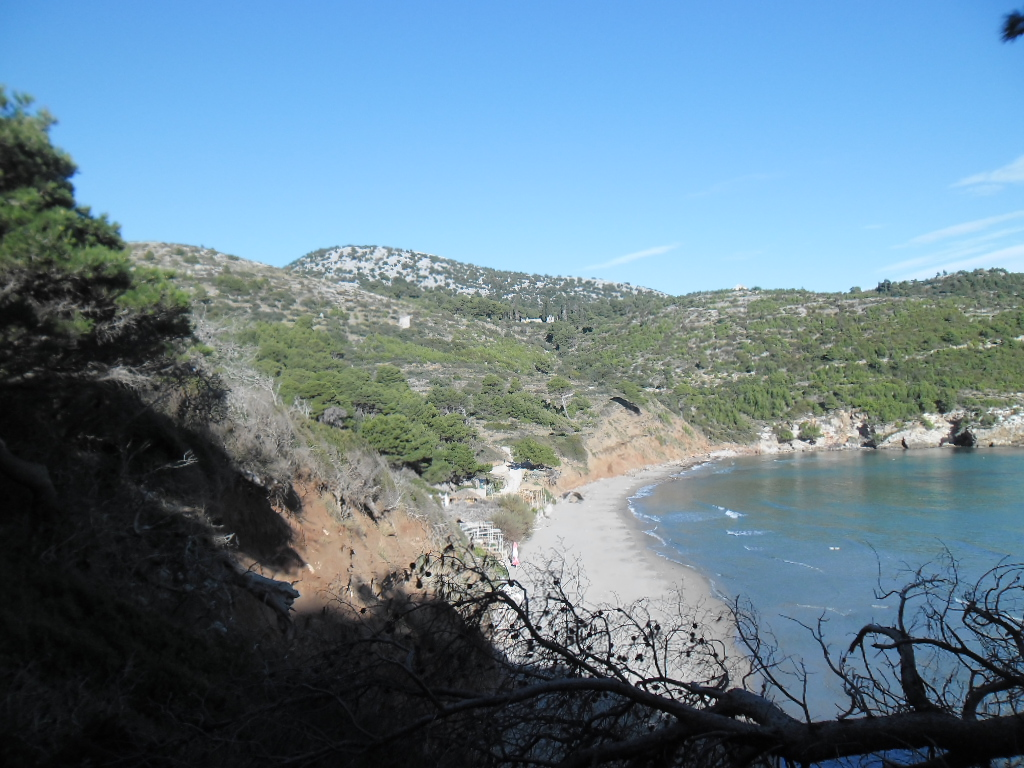
Die Bucht Šunj
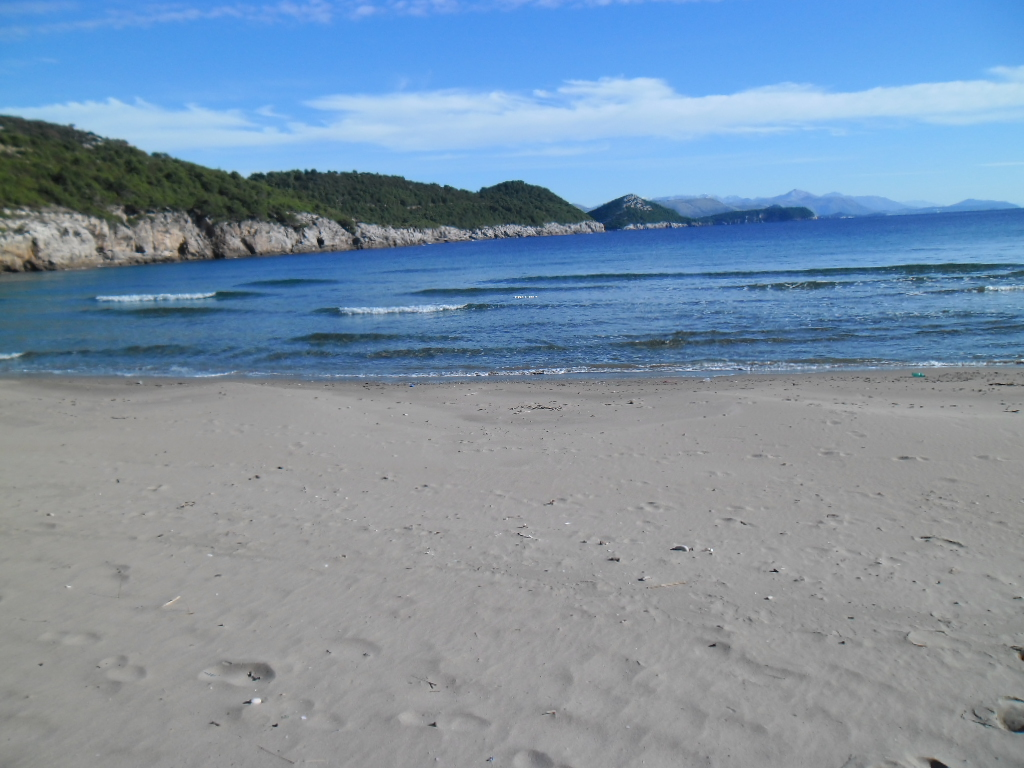
Strand von Šunj